# Sádovets
Sádovets (búlgaro: Са̀довец) es un pueblo de Bulgaria perteneciente al municipio de Dolni Dabnik de la provincia de Pleven. Es la segunda localidad más poblada del municipio, tras la capital municipal Dolni Dabnik.
Se ubica a orillas del río Vit, unos 10 km al suroeste de la capital municipal Dolni Dabnik, cerca del límite con la provincia de Lovech.

## Demografía
En 2011 tiene 1819 habitantes, de los cuales el 74,05% son étnicamente búlgaros, el 5,77% turcos y el 5,6% gitanos.
En anteriores censos su población ha sido la siguiente:
| Gráfica de evolución demográfica de Sádovets entre 1934 y 2011 |
|                                                                |